# Buszcze (Ukraina)
Buszcze (ukr. Біще) – wieś w rejonie tarnopolskim obwodu tarnopolskiego, założona w 1086 r. W II Rzeczypospolitej miejscowość była siedzibą gminy wiejskiej Buszcze w powiecie brzeżańskim województwa tarnopolskiego. Wieś liczy 547 mieszkańców.

## Historia
Według danych o wsi na stronie Rady Najwyższej Ukrainy założona w 1068.
16 sierpnia 1375 książę Władysław Opolczyk nadał braciom Jaśkowi, Cewlejkowi i Jakuszowi z Łabęd (koło Gliwic), przedstawicielom rodu Awdańców, wsi Duszanów, Buszcze i Żuków w ziemi lwowskiej.
W czasie lustracji w 1469 Marcin i Jakub Romanowscy herbu Szaława przedstawili dokumenty księcia opolskiego Władysława Opolczyka na wieś Buszcze, którą otrzymali w 1375 W 1578 Leśniowscy herbu Gryf posiadali połowę miasta.
Podczas zaboru austriackiego przez pewien Buszcze wchodziło w skład obwodu brzeżańskiego. 
W II Rzeczypospolitej miejscowość w powiecie brzeżańskim województwa tarnopolskiego.
W nocy z 18 na 19 września 1939 nacjonaliści ukraińscy z OUN napadli na wieś, ale zostali odparci przez szwadron polskiej kawalerii. 19 września zaatakowali ponownie, rabując i bijąc Polaków. W latach 1944–1945 z rąk upowców zginęło tutaj 67 Polaków.
2 czerwca 1944 za sprzyjanie Polakom zamordowany został Ukrainiec Piotr Gamuga (35 lat). W okrutny sposób zatłukli go kijami na podwórzu oraz zamordowali nożami jego gospodynię Marię Zamojską (54 lata). Potem ciała związali drutem kolczastym i utopili w rzece
W czasie okupacji niemieckiej polscy mieszkańcy wsi Jan i Olga Morozowscy ukrywali Żydów, za co w 1981 roku Instytut Jad Waszem uhonorował ich tytułami Sprawiedliwych wśród Narodów Świata.
Do 2020 w rejonie brzeżańskim.

## Zabytki
- Kościół Wniebowzięcia Najświętszej Maryi Panny w Buszczu – kościół obronny, wzniesiony w latach 1624–1638 z fundacji  Katarzyny z Kostków Sieniawskiej. Ze względu na przywieziony z Włoch przez jej syna, Aleksandra Sieniawskiego i umieszczony w ołtarzu głównym obraz Matki Bożej, słynący łaskami, kościół stał się znanym sanktuarium maryjnym[11][12]. Kościół został spalony przez UPA podczas ataku na ludność polską. Uratowany z niego obraz Matki Boskiej Buszeckiej znajduje się w Racławicach Śląskich[13]. Kościół po II wojnie światowej przeszedł w stan ruiny, lecz od 2009 r. jest odbudowywany[14].

## Związani z Buszczem
- Katarzyna z Kostków Sieniawska – polska szlachcianka, żona podczaszego koronnego Adama Hieronima Sieniawskiego, główna fundatorka kościoła w Buszczu.
- Józef Widajewicz – urodził się w miejscowości w 1889, polski historyk, profesor na Uniwersytecie Jagiellońskim.
- Stanisław z Brzeżanki Brzeżański – pleban buszczecki (1693–1738), autor katechizmu i zbioru pieśni Owczarnia w dzikim polu, wydanego we Lwowie w 1717.
- ks. Mikołaj Sokołowski (ur. 1799, zm. 9 marca 1860) – proboszcz w Buszczu[15]